# Après l'amour (album)
Pour les articles homonymes, voir Après l'amour.
 (juillet 2017).
Si vous disposez d'ouvrages ou d'articles de référence ou si vous connaissez des sites web de qualité traitant du thème abordé ici, merci de compléter l'article en donnant les références utiles à sa vérifiabilité et en les liant à la section « Notes et références ».
Albums de Karin Clercq
Femme X
(2002) La Vie buissonnière
(2009)
Après l'amour est le deuxième album de la chanteuse et actrice belge Karin Clercq, sorti en 2005, sur le label PIAS. Il est enregistré par Bruno Green et produit par Guillaume Jouan

## Liste des titres
| 1.    | Sur le fil                                                          | Karin Clercq / Guillaume Jouan          | 3:04 |
| 2.    | La sincère                                                          | Marceline Desbordes-Valmore / Jouan     | 3:03 |
| 3.    | À louer                                                             | Clercq / Jouan                          | 2:55 |
| 4.    | Franchise                                                           | Clercq / Jouan                          | 4:03 |
| 5.    | Le lover                                                            | Karin Clercq et Gabriel Alloing / Jouan | 3:01 |
| 6.    | Dire qu'il faudra mourir un jour                                    | Georges Moustaki / Georges Moustaki     | 3:17 |
| 7.    | Je suis à toi                                                       | Clercq / Jouan                          | 3:30 |
| 8.    | Après l'amour                                                       | Clercq / Jouan                          | 2:33 |
| 9.    | À fleur de peau                                                     | Clercq / Jouan                          | 3:38 |
| 10.   | Chacun son tour                                                     | Clercq / Jouan                          | 3:24 |
| 11.   | Ne pense à rien                                                     | Jules Mauviel / Jules Mauviel           | 3:25 |
| 12.   | J'ai attendu                                                        | Clercq / Jouan                          | 2:46 |
| 13.   | L'homme qui pleure                                                  | Clercq / Jouan                          | 8:56 |
|       | Taslima[réf. nécessaire] (morceau caché, hommage à Taslima Nasreen) |                                         |      |
| 47:35 |                                                                     |                                         |      |